# Cantón de Orgon
El cantón de Orgon era una división administrativa francesa, que estaba situada en el departamento de Bocas del Ródano y la región de Provenza-Alpes-Costa Azul.

## Composición
El cantón estaba formado por ocho comunas:
- Cabannes
- Eygalières
- Mollégès
- Orgon
- Plan-d'Orgon
- Saint-Andiol
- Sénas
- Verquières

## Supresión del cantón de Orgon
En aplicación del Decreto n.º 2014-271 de 27 de febrero de 2014, el cantón de Orgon fue suprimido el 29 de marzo de 2015 y sus 8 comunas pasaron a formar parte; cinco del nuevo cantón de Châteaurenard, y tres del nuevo cantón de Salon-de-Provence-1.